# Синещёкий пескожил
Синещёкий пескожил, или нитевидный пескожил (лат. Trichonotus filamentosus), — вид лучепёрых рыб из отряда Trachiniformes.

## Описание
Тело удлинённое, округлое в поперечном сечении; в задней части несколько сжато с боков; покрыто циклоидной чешуёй. Рыло заострённое. Рот большой, косой; нижняя челюсть несколько выдаётся вперёд. У самца на затылке имеется чёрное пятно с синими пятнышками, тогда как у самки эти отметины отсутствуют. Глаза направлены вперёд. Глаз сверху закрыт радужной оболочкой, состоящей из многочисленных удлинённых прядей. В спинном плавнике 3—8 жёстких и 43—44 мягких лучей. У самцов жёсткие лучи спинного плавника не удлинённые. У самок в передней части спинного плавника есть чёрное пятно. В анальном плавнике один колючий и 34—42 мягких лучей. Грудные плавники с 11—15 мягкими лучами. В брюшных плавниках 1 колючий и 5 мягких лучей. У самцов колючий луч удлинённый, а у самок короткий. Боковая линия полная с 52—59 чешуйками, тянется вдоль середины тела; в задней части чешуйки имеют глубокие V-образные выемки. У самцов вдоль боковой линии тянутся чёткие синие пятна с чёрной окантовкой.
Максимальная длина тела 15 см.

## Биология
Морские придонные рыбы. Обитают на глубине от 6 до 35 м. Питаются зоопланктоном над песчаным дном на расстоянии от одного до трёх метров над грунтом. При опасности молниеносно зарываются вниз головой в песок; затем разворачиваются в грунте и вновь появляются на поверхности грунта в другом месте.

### Размножение
На основании морфометрических и гистологических показателей установлено, что синещёкие пескожилы являются последовательными протогиническими гермафродитами. В начале жизненного цикла все особи представлены исключительно самками, а затем часть взрослых рыб меняет пол и становится самцами. Изменение пола происходит при длине тела самок 80—120 мм. У берегов Японии нерестятся в летние месяцы. Оплодотворение наружное. Икра и личинки пелагические.

## Распространение
Распространены в западной части Тихого океана у берегов Японии и Китая. Обнаружены в водах архипелага Честерфилд. Встречаются в прибрежных водах стран: Индонезия (в т.ч. у Бали), Филиппины, Папуа-Новая Гвинея и Новая Каледония.